# Aritmetică
Aritmetica este o ramură a matematicii care se ocupă cu relațiile dintre numere. Numerele întregi sunt exemplul de bază pentru o mulțime oarecare de numere în care se pot folosi relații aritmetice, cum ar fi divizibilitatea.
Există și alte mulțimi de numere, generic numite inele, în care asemenea relații apar în mod natural datorită modului de definire a operațiilor dintre numere. Aceste mulțimi de numere au numeroase aplicații în alte ramuri ale matematicii.
Aritmetica studiază operațiile și proprietățile numerelor; aritmetica conține teoria numerelor întregi, a numerelor raționale, iraționale și diverse alte extinderi ale sferei noțiunii „număr”, ea însăși fiind o teorie matematică. Aritmetica se referă printre altele la problemele de divizibilitate, proprietățile numerelor prime și rezolvarea ecuațiilor în numere întregi. Continuarea aritmeticii pe un plan superior este teoria numerelor.
Ca teorie matematică, aritmetica se aplică unui larg evantai de fenomene ale lumii fizice (fenomene naturale), însă există și excepții (anume fenomenele în care colecțiile de obiecte au membri care nu pot fi distinși unul de celălalt - de exemplu particulele „elementare” ale structurii materiei - ceea ce exclude posibilitatea alocării de numere distincte membrilor, fapt care la rândul lui exclude posibilitatea aranjării în diverse ordini sau secvențe).
Manualele de aritmetică elementară conțineau și referiri la geometrie, necesare socotirii ariilor și volumelor diferitelor forme geometrice.

## Operații aritmetice
- adunarea
- scăderea
- înmulțirea
- împărțirea